# Championnats d'Europe de natation 2008
Navigation
Budapest 2006 Budapest 2010
La 29e édition des Championnats d'Europe de natation se déroule à Eindhoven aux Pays-Bas du 13 au 24 mars 2008. Le pays accueille pour la seconde fois de son histoire cet événement bisannuel organisé par la Ligue européenne de natation après l'édition 1966 disputée à Utrecht. En concurrence avec le dossier italien de la ville de Turin, Eindhoven se voit attribuer l'organisation de la compétition le 10 décembre 2005 à Trieste à l'occasion des Championnats d'Europe en petit bassin.
Organisées au sein du Centre national nautique de Tongelreep, cinquante quatre épreuves sont disputées dans trois disciplines aquatiques : la natation sportive, la natation synchronisée et le plongeon. Les titres continentaux des épreuves de nage en eau libre sont eux mis en jeu à l'occasion de championnats organisés séparément à Dubrovnik en Croatie du 9 au 14 septembre 2008. Le 1 500 m nage libre féminin et le 800 m nage libre masculin font leur apparition au programme des championnats.

## Records battus

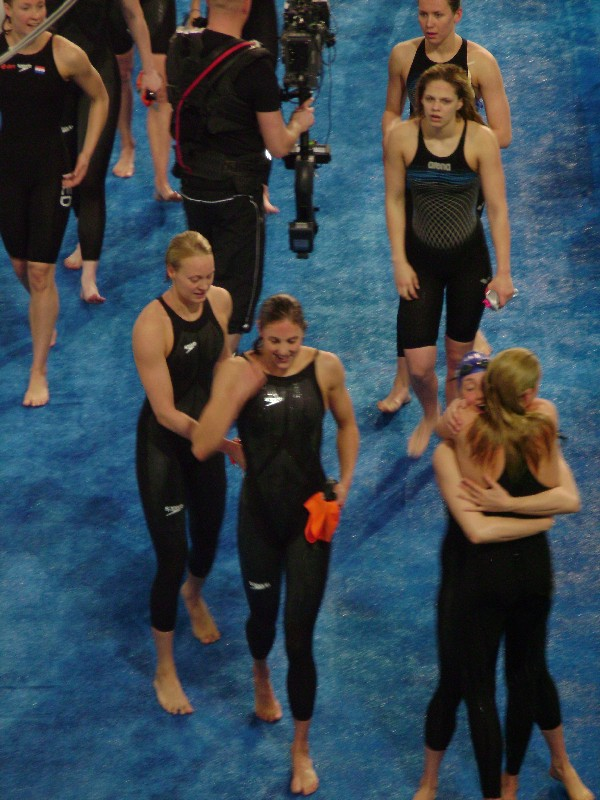
Le relais néerlandais 4 × 100 m nage libre, avec notamment Marleen Veldhuis et Inge Dekker au premier plan, bat le record du monde dès la première journée de compétition en natation sportive.

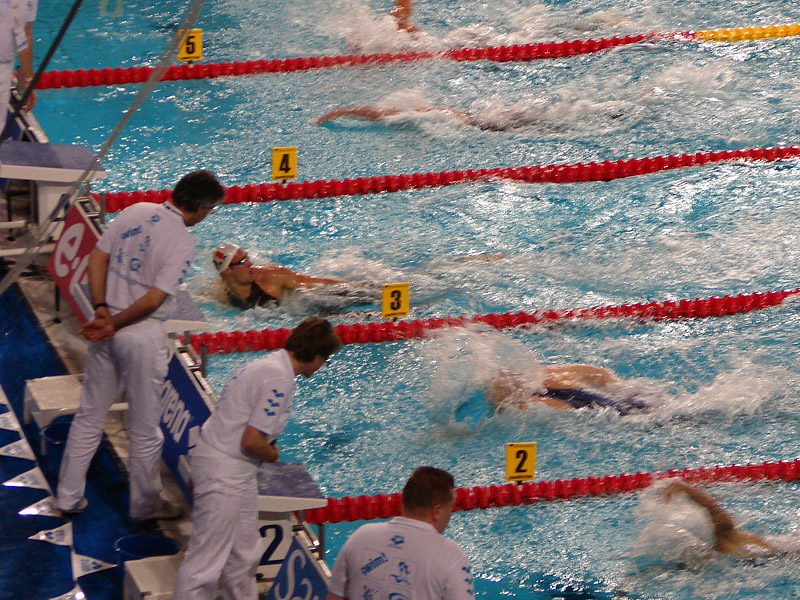
Le Français Alain Bernard bat à deux reprises le record du monde du 100 m nage libre, en demi-finale et ici en finale.

Marqués par l'utilisation de nouvelles combinaisons de natation parmi lesquelles la LZR Racer de Speedo, ces championnats voient nombre de records mondiaux et européens tomber. Ainsi, six marques planétaires et dix-sept références continentales sont établies lors de la compétition.
| Type                         | Épreuve                                    | Nageur                                                           | Pays        | Temps         | Jour    |
| ---------------------------- | ------------------------------------------ | ---------------------------------------------------------------- | ----------- | ------------- | ------- |
| Records du monde et d'Europe | 4 × 100 mètres nage libre dames (finale)   | Inge Dekker Ranomi Kromowidjojo Femke Heemskerk Marleen Veldhuis | Pays-Bas    | 3 min 33 s 62 | 18 mars |
| Records du monde et d'Europe | 100 m nage libre messieurs (demi-finales)  | Alain Bernard                                                    | France      | 47 s 60       | 21 mars |
| Records du monde et d'Europe | 100 m nage libre messieurs (finale)        | Alain Bernard                                                    | France      | 47 s 50       | 22 mars |
| Records du monde et d'Europe | 50 m nage libre messieurs (demi-finales)   | Alain Bernard                                                    | France      | 21 s 50       | 23 mars |
| Records du monde et d'Europe | 50 m nage libre dames (finale)             | Marleen Veldhuis                                                 | Pays-Bas    | 24 s 09       | 24 mars |
| Records du monde et d'Europe | 400 m nage libre dames (finale)            | Federica Pellegrini                                              | Italie      | 4 min 1 s 53  | 24 mars |
| Records d'Europe             | 50 m papillon messieurs (demi-finales)     | Milorad Čavić                                                    | Serbie      | 23 s 25       | 18 mars |
| Records d'Europe             | 50 m papillon messieurs (finale)           | Milorad Čavić                                                    | Serbie      | 23 s 11       | 19 mars |
| Records d'Europe             | 100 m brasse messieurs (finale)            | Alexander Dale Oen                                               | Norvège     | 59 s 76       | 19 mars |
| Records d'Europe             | 100 m dos dames (demi-finales)             | Laure Manaudou                                                   | France      | 59 s 50       | 20 mars |
| Records d'Europe             | 100 m dos dames (finale)                   | Anastasia Zueva                                                  | Russie      | 59 s 41       | 21 mars |
| Records d'Europe             | 200 m papillon messieurs (finale)          | Paweł Korzeniowski                                               | Pologne     | 1 min 54 s 38 | 21 mars |
| Records d'Europe             | 50 m dos dames (demi-finales)              | Sanja Jovanovic                                                  | Croatie     | 28 s 17       | 22 mars |
| Records d'Europe             | 50 m dos dames (demi-finales)              | Nina Zhivanevskaya                                               | Espagne     | 28 s 13       | 22 mars |
| Records d'Europe             | 50 m dos dames (finale)                    | Anastasia Zueva                                                  | Russie      | 28 s 05       | 23 mars |
| Records d'Europe             | 400 m quatre nages messieurs (finale)      | Laszlo Cseh                                                      | Hongrie     | 4 min 9 s 59  | 24 mars |
| Records d'Europe             | 4 × 100 mètres quatre nages dames (finale) | Elizabeth Simmonds Kate Haywood Jemma Lowe Francesca Halsall     | Royaume-Uni | 3 min 59 s 33 | 24 mars |

## Podiums

### Natation sportive

#### Femmes
| Épreuves               | Or                                                                                           | Argent                                                                                         | Bronze                                                                                       |
| Nage libre             | Nage libre                                                                                   | Nage libre                                                                                     | Nage libre                                                                                   |
| ---------------------- | -------------------------------------------------------------------------------------------- | ---------------------------------------------------------------------------------------------- | -------------------------------------------------------------------------------------------- |
| 50 m                   | Marleen Veldhuis Pays-Bas 24 s 09 (RM)                                                       | Hinkelien Schreuder Pays-Bas 24 s 59                                                           | Therese Alshammar Suède 24 s 71                                                              |
| 100 m                  | Marleen Veldhuis Pays-Bas 53 s 77                                                            | Hanna-Maria Seppälä Finlande 54 s 04                                                           | Inge Dekker Pays-Bas 54 s 12                                                                 |
| 200 m                  | Sara Isakovič Slovénie 1 min 57 s 45                                                         | Camelia Potec Roumanie 1 min 57 s 47                                                           | Ágnes Mutina Hongrie 1 min 58 s 06                                                           |
| 400 m                  | Federica Pellegrini Italie 4 min 1 s 53 (RM)                                                 | Coralie Balmy France 4 min 4 s 15                                                              | Camelia Potec Roumanie 4 min 5 s 62                                                          |
| 800 m                  | Alessia Filippi Italie 8 min 23 s 50                                                         | Erika Villaécija García Espagne 8 min 24 s 08                                                  | Camelia Potec Roumanie 8 min 25 s 08                                                         |
| 1 500 m                | Flavia Rigamonti Suisse 15 min 58 s 54 (RC)                                                  | Erika Villaécija García Espagne 16 min 2 s 08                                                  | Lotte Friis Danemark 16 min 11 s 26                                                          |
| Dos                    |                                                                                              |                                                                                                |                                                                                              |
| 50 m                   | Anastasia Zueva Russie 28 s 05 (RE)                                                          | Nina Zhivanevskaya Espagne 28 s 11                                                             | Sanja Jovanović Croatie 28 s 17                                                              |
| 100 m                  | Anastasia Zueva Russie 59 s 41 (RE)                                                          | Laure Manaudou France 1 min 0 s 05                                                             | Nina Zhivanevskaya Espagne 1 min 0 s 29                                                      |
| 200 m                  | Laure Manaudou France 2 min 7 s 99                                                           | Anastasia Zueva Russie 2 min 9 s 59                                                            | Nikolett Szepesi Hongrie 2 min 9 s 90                                                        |
| Brasse                 |                                                                                              |                                                                                                |                                                                                              |
| 50 m                   | Janne Schaefer Allemagne 31 s 08 (RC)                                                        | Yuliya Efimova Russie 31 s 41                                                                  | Mirna Jukić Autriche 31 s 59                                                                 |
| 100 m                  | Mirna Jukić Autriche 1 min 8 s 18                                                            | Alena Alekseeva Russie 1 min 8 s 91                                                            | Joline Höstman Suède 1 min 8 s 94                                                            |
| 200 m                  | Yuliya Efimova Russie 2 min 24 s 09 (RC)                                                     | Mirna Jukić Autriche 2 min 24 s 58                                                             | Alena Alekseeva Russie 2 min 25 s 22                                                         |
| Papillon               |                                                                                              |                                                                                                |                                                                                              |
| 50 m                   | Chantal Groot Pays-Bas 26 s 03                                                               | Inge Dekker Pays-Bas 26 s 30                                                                   | Sviatlana Khakhlova Biélorussie 26 s 52                                                      |
| 100 m                  | Sarah Sjöström Suède 58 s 44                                                                 | Inge Dekker Pays-Bas 58 s 50                                                                   | Aurore Mongel France 58 s 54                                                                 |
| 200 m                  | Aurore Mongel France 2 min 6 s 59                                                            | Emese Kovács Hongrie 2 min 6 s 71                                                              | Mireia Belmonte García Espagne 2 min 9 s 32                                                  |
| Quatre nages           |                                                                                              |                                                                                                |                                                                                              |
| 200 m                  | Mireia Belmonte García Espagne 2 min 11 s 16 (RC)                                            | Evelyn Verrasztó Hongrie 2 min 12 s 93                                                         | Camille Muffat France 2 min 13 s 63                                                          |
| 400 m                  | Alessia Filippi Italie 4 min 36 s 68                                                         | Katinka Hosszú Hongrie 4 min 37 s 43                                                           | Yana Martynova Russie 4 min 37 s 86                                                          |
| Relais                 |                                                                                              |                                                                                                |                                                                                              |
| 4 × 100 m nage libre   | Pays-Bas Inge Dekker Ranomi Kromowidjojo Femke Heemskerk Marleen Veldhuis 3 min 33 s 62 (RM) | Italie Erika Ferraioli Federica Pellegrini Maria Laura Simonetto Cristina Chiuso 3 min 41 s 06 | Suède Claire Hedenskog Josefin Lillhage Ida Marko-Varga Magdalena Kuras 3 min 41 s 28        |
| 4 × 200 m nage libre   | France Laure Manaudou Coralie Balmy Mylène Lazare Alena Popchanka 7 min 52 s 09              | Royaume-Uni Joanne Jackson Melanie Marshall Ellen Gandy Caitlin McClatchey 7 min 52 s 36       | Italie Alice Carpanese Federica Pellegrini Alessia Filippi Renata Spagnolo 7 min 55 s 69     |
| 4 × 100 m quatre nages | Royaume-Uni Elizabeth Simmonds Kate Haywood Jemma Lowe Francesca Halsall 3 min 59 s 33 (RE)  | Russie Anastasia Zueva Yuliya Efimova Natalia Sutyagina Daria Belyakina 4 min 0 s 47           | Pays-Bas Hinkelien Schreuder Jolijn van Valkengoed Inge Dekker Marleen Veldhuis 4 min 4 s 41 |

#### Hommes
| Épreuves               | Or                                                                                          | Argent                                                                                        | Bronze                                                                                          |
| Nage libre             | Nage libre                                                                                  | Nage libre                                                                                    | Nage libre                                                                                      |
| ---------------------- | ------------------------------------------------------------------------------------------- | --------------------------------------------------------------------------------------------- | ----------------------------------------------------------------------------------------------- |
| 50 m                   | Alain Bernard France 21 s 66                                                                | Duje Draganja Croatie 22 s 00                                                                 | Stefan Nystrand Suède 22 s 16                                                                   |
| 100 m                  | Alain Bernard France 47 s 50 (RM)                                                           | Stefan Nystrand Suède 48 s 40                                                                 | Filippo Magnini Italie 48 s 53                                                                  |
| 200 m                  | Paul Biedermann Allemagne 1 min 46 s 59                                                     | Amaury Leveaux France 1 min 46 s 99                                                           | Massimiliano Rosolino Italie 1 min 47 s 33                                                      |
| 400 m                  | Yuriy Prilukov Russie 3 min 45 s 10 (RC)                                                    | Massimiliano Rosolino Italie 3 min 45 s 19                                                    | Nikita Lobintsev Russie 3 min 46 s 75                                                           |
| 800 m                  | Gergő Kis Hongrie 7 min 51 s 94 (RC)                                                        | Samuel Pizzetti Italie 7 min 54 s 09                                                          | Dragoş Coman Roumanie 7 min 54 s 37                                                             |
| 1 500 m                | Yuriy Prilukov Russie 14 min 50 s 40 (RC)                                                   | David Davies Royaume-Uni 14 min 54 s 28                                                       | Mateusz Sawrymowicz Pologne 14 min 58 s 78                                                      |
| Dos                    |                                                                                             |                                                                                               |                                                                                                 |
| 50 m                   | Aristeidis Grigoriadis Grèce 25 s 13                                                        | Flori Lang Suisse 25 s 18                                                                     | Ľuboš Križko Slovaquie 25 s 44                                                                  |
| 100 m                  | Markus Rogan Autriche 54 s 03                                                               | Aristeidis Grigoriadis Grèce 54 s 27                                                          | Arkady Vyatchanin Russie 54 s 45                                                                |
| 200 m                  | Markus Rogan Autriche 1 min 55 s 85                                                         | Arkady Vyatchanin Russie 1 min 57 s 04                                                        | Răzvan Florea Roumanie 1 min 57 s 53                                                            |
| Brasse                 |                                                                                             |                                                                                               |                                                                                                 |
| 50 m                   | Oleh Lisohor Ukraine 27 s 43                                                                | Alexander Dale Oen Norvège 27 s 53                                                            | Alessandro Terrin Italie 27 s 64                                                                |
| 100 m                  | Alexander Dale Oen Norvège 59 s 76 (RE)                                                     | Hugues Duboscq France 59 s 78                                                                 | Oleh Lisohor Ukraine 1 min 0 s 53                                                               |
| 200 m                  | Grigory Falko Russie 2 min 9 s 64 (RC)                                                      | Alexander Dale Oen Norvège 2 min 9 s 74                                                       | Hugues Duboscq France 2 min 9 s 9&                                                              |
| Papillon               |                                                                                             |                                                                                               |                                                                                                 |
| 50 m                   | Milorad Čavić Serbie 23 s 11 (RE)                                                           | Serhiy Breus Ukraine 23 s 48                                                                  | Rafael Muñoz Pérez Espagne 23 s 60                                                              |
| 100 m                  | Evgeny Korotyshkin Russie 51 s 89 (RC)                                                      | Peter Mankoč Slovénie 52 s 07                                                                 | Rafael Muñoz Pérez Espagne 52 s 09                                                              |
| 200 m                  | Paweł Korzeniowski Pologne 1 min 54 s 38 (RE)                                               | Nikolay Skvortsov Russie 1 min 54 s 65                                                        | Christophe Lebon France 1 min 56 s 57                                                           |
| Quatre nages           |                                                                                             |                                                                                               |                                                                                                 |
| 200 m                  | László Cseh Hongrie 1 min 58 s 02                                                           | Dinko Jukić Autriche 1 min 59 s 65                                                            | Vytautas Janušaitis Lituanie 2 min 0 s 17                                                       |
| 400 m                  | László Cseh Hongrie 4 min 9 s 59 (RE)                                                       | Luca Marin Italie 4 min 16 s 69                                                               | Dinko Jukić Autriche 4 min 17 s 24                                                              |
| Relais                 |                                                                                             |                                                                                               |                                                                                                 |
| 4 × 100 m nage libre   | Suède Marcus Piehl Stefan Nystrand Petter Stymne Jonas Persson 3 min 15 s 41                | Italie Massimiliano Rosolino Alessandro Calvi Christian Galenda Filippo Magnini 3 min 15 s 77 | Pays-Bas Mitja Zastrow Bas van Velthoven Robert Lijesen Pieter van den Hoogenband 3 min 15 s 88 |
| 4 × 200 m nage libre   | Italie Emiliano Brembilla Massimiliano Rosolino Nicola Cassio Filippo Magnini 7 min 9 s 94  | Russie Nikita Lobintsev Alexander Sukhorukov Evgeny Lagunov Yury Prilukov 7 min 11 s 70       | Autriche Dominik Koll Markus Rogan David Brandl Dinko Jukić 7 min 13 s 99                       |
| 4 × 100 m quatre nages | Russie Arkady Vyatchanin Grigory Falko Evgeny Korotyshkin Andrey Grechin 3 min 34 s 25 (RE) | Croatie Gordan Kožulj Vanja Rogulj Mario Todorović Duje Draganja 3 min 36 s 32                | Suède Simon Sjödin Jonas Andersson Lars Frölander Stefan Nystrand 3 min 36 s 85                 |

## Plongeon

### Plongeoir d'un mètre
| Rang | Athlète             | Pays     | Points |
| ---- | ------------------- | -------- | ------ |
|      | Illya Kvasha        | Ukraine  | 454,65 |
|      | Joona Puhakka       | Finlande | 432,80 |
|      | Christopher Sacchin | Italie   | 423,80 |

| Rang | Athlète       | Pays      | Points |
| ---- | ------------- | --------- | ------ |
|      | Anna Lindberg | Suède     | 293,85 |
|      | Nora Barta    | Hongrie   | 270,60 |
|      | Katja Dieckow | Allemagne | 264,15 |

### Plongeoir de trois mètres
| Rang | Athlète       | Pays     | Points |
| ---- | ------------- | -------- | ------ |
|      | Dmitri Sautin | Russie   | 493,70 |
|      | Illya Kvasha  | Ukraine  | 468,70 |
|      | Joona Puhakka | Finlande | 441,80 |

| Rang | Athlète          | Pays      | Points |
| ---- | ---------------- | --------- | ------ |
|      | Ioulia Pakhalina | Russie    | 347,40 |
|      | Katja Dieckow    | Allemagne | 330,80 |
|      | Olena Fedorova   | Ukraine   | 319,70 |

### Plongeoir de trois mètres synchronisé
| Rang | Athlète                          | Pays      | Points |
| ---- | -------------------------------- | --------- | ------ |
|      | Yuriy Kunakov Dmitri Sautin      | Russie    | 440,76 |
|      | Tobias Schellenberg Andreas Wels | Allemagne | 413,94 |
|      | Dmytro Lysenko Anton Zakharov    | Ukraine   | 406,56 |

| Rang | Athlète                                | Pays      | Points |
| ---- | -------------------------------------- | --------- | ------ |
|      | Ioulia Pakhalina Anastasia Pozdnyakova | Russie    | 327,57 |
|      | Heike Fischer Ditte Kotzian            | Allemagne | 305,64 |
|      | Olena Fedorova Alevtina Korolyova      | Ukraine   | 301,86 |

### Plongeoir de dix mètres
| Rang | Athlète             | Pays        | Points |
| ---- | ------------------- | ----------- | ------ |
|      | Tom Daley           | Royaume-Uni | 491,95 |
|      | Sascha Klein        | Allemagne   | 487,60 |
|      | Francesco Dell'Uomo | Italie      | 481,30 |

| Rang | Athlète           | Pays    | Points |
| ---- | ----------------- | ------- | ------ |
|      | Tania Cagnotto    | Italie  | 355,35 |
|      | Iuliia Prokopchuk | Ukraine | 328,35 |
|      | Elina Eggers      | Suède   | 319,65 |

### Plongeoir de dix mètres synchronisé
| Rang | Athlète                            | Pays        | Points |
| ---- | ---------------------------------- | ----------- | ------ |
|      | Patrick Hausding Sascha Klein      | Allemagne   | 453,24 |
|      | Vadim Kaptoer Aliaksandr Varlamau  | Biélorussie | 427,35 |
|      | Konstantin Khanbekov Oleg Vikoelov | Russie      | 426,24 |

| Rang | Athlète                           | Pays      | Points |
| ---- | --------------------------------- | --------- | ------ |
|      | Annett Gamm Nora Subschinski      | Allemagne | 336,63 |
|      | Alina Chaplenko Iuliia Prokopchuk | Ukraine   | 334,20 |
|      | Noemi Batki Tania Cagnotto        | Italie    | 323,13 |

## Natation synchronisée

### Solo
| Rang | Athlète           | Pays    | Points |
| ---- | ----------------- | ------- | ------ |
|      | Gemma Mengual     | Espagne | 98,400 |
|      | Natalia Ishchenko | Russie  | 98,300 |
|      | Beatrice Adelizzi | Italie  | 94,000 |

### Duo
| Rang | Athlètes                        | Pays    | Points |
| ---- | ------------------------------- | ------- | ------ |
|      | Andrea Fuentes, Gemma Mengual   | Espagne | 97,800 |
|      | Beatrice Adelizzi, Giulia Lapi  | Italie  | 94,900 |
|      | Daria Iushko, Kseniya Sydorenko | Ukraine | 93,900 |

### Par équipes
| Rang | Athlètes | Pays    | Points |
| ---- | --- | ------- | ------ |
|      | Alba Cabello, Ona Carbonell, Raquel Corral, Andrea Fuentes, Thais Henríquez, Gemma Mengual, Irina Rodriguez, Paola Tirados               | Espagne | 97,800 |
|      | Alessia Bigi, Elisa Bozzo, Costanza Fiorentini, Manila Flamini, Francesca Gangemi, Mariangela Perrupato, Sara Sgarzi, Federica Tommasi   | Italie  | 95,200 |
|      | Anna Bagirova, Nadiya Berezhna, Anastasiya Chepak, Daria Iushko, Ganna Khmelnytska, Olga Kondrashova, Yuliya Maryanko, Kseniya Sydorenko | Ukraine | 93,300 |

### Combiné par équipes
| Rang | Athlètes | Pays    | Points |
| ---- | --- | ------- | ------ |
|      | Alba Cabello, Raquel Corral, Andrea Fuentes, Thais Henríquez, Laura Lopez, Gemma Mengual, Gisela Moron, Irina Rodriguez, Paola Tirados, Christina Violan              | Espagne | 97,900 |
|      | Alessia Bigi, Elisa Bozzo, Costanza Fiorentini, Manila Flamini, Francesca Gangemi, Giulia Lapi, Mariangela Perrupato, Dalila Schiesaro, Sara Sgarzi, Federica Tommasi | Italie  | 95,100 |
|      | Anna Bagirova, Nadiya Berezhna, Anastasiya Chepak, Inga Giller, Daria Iushko, Ganna Khmelnytska, Olga Kondrashova, Yuliya Maryanko, Olga Shevchuk, Kseniya Sydorenko  | Ukraine | 94,100 |

## Tableau des médailles
| Rang  | Nation      | Or | Argent | Bronze | Total |
| ----- | ----------- | -- | ------ | ------ | ----- |
| 1     | Russie      | 12 | 8      | 5      | 25    |
| 2     | Italie      | 5  | 8      | 8      | 21    |
| 3     | France      | 5  | 4      | 4      | 13    |
| 4     | Espagne     | 5  | 3      | 4      | 12    |
| 5     | Allemagne   | 4  | 4      | 1      | 9     |
| 6     | Pays-Bas    | 4  | 3      | 3      | 10    |
| 7     | Hongrie     | 3  | 4      | 2      | 9     |
| 8     | Autriche    | 3  | 2      | 3      | 8     |
| 9     | Suède       | 3  | 1      | 6      | 10    |
| 10    | Ukraine     | 2  | 4      | 7      | 13    |
| 11    | Royaume-Uni | 2  | 2      | 0      | 4     |
| 12    | Norvège     | 1  | 2      | 0      | 3     |
| 13    | Grèce       | 1  | 1      | 0      | 2     |
| 13    | Slovénie    | 1  | 1      | 0      | 2     |
| 13    | Suisse      | 1  | 1      | 0      | 2     |
| 16    | Pologne     | 1  | 0      | 1      | 2     |
| 17    | Serbie      | 1  | 0      | 0      | 1     |
| 18    | Croatie     | 0  | 2      | 1      | 3     |
| 18    | Finlande    | 0  | 2      | 1      | 3     |
| 20    | Roumanie    | 0  | 1      | 4      | 5     |
| 21    | Biélorussie | 0  | 1      | 1      | 2     |
| 22    | Danemark    | 0  | 0      | 1      | 1     |
| 22    | Lituanie    | 0  | 0      | 1      | 1     |
| 22    | Slovaquie   | 0  | 0      | 1      | 1     |
| Total | Total       | 54 | 54     | 54     | 162   |

## Tableau des médailles (bassin de 50 m uniquement)
| Rang  | Nation      | Or | Argent | Bronze | Total |
| ----- | ----------- | -- | ------ | ------ | ----- |
| 1     | Russie      | 8  | 7      | 4      | 19    |
| 2     | France      | 5  | 4      | 4      | 13    |
| 3     | Italie      | 4  | 5      | 4      | 13    |
| 4     | Pays-Bas    | 4  | 3      | 3      | 10    |
| 5     | Hongrie     | 3  | 3      | 2      | 8     |
| 6     | Autriche    | 3  | 2      | 3      | 8     |
| 7     | Suède       | 2  | 1      | 5      | 8     |
| 8     | Allemagne   | 2  | 0      | 0      | 2     |
| 9     | Espagne     | 1  | 3      | 4      | 8     |
| 10    | Norvège     | 1  | 2      | 0      | 3     |
| 10    | Royaume-Uni | 1  | 2      | 0      | 3     |
| 12    | Ukraine     | 1  | 1      | 1      | 3     |
| 13    | Grèce       | 1  | 1      | 0      | 2     |
| 13    | Slovénie    | 1  | 1      | 0      | 2     |
| 13    | Suisse      | 1  | 1      | 0      | 2     |
| 16    | Pologne     | 1  | 0      | 1      | 2     |
| 17    | Serbie      | 1  | 0      | 0      | 1     |
| 18    | Croatie     | 0  | 2      | 1      | 3     |
| 19    | Roumanie    | 0  | 1      | 4      | 5     |
| 20    | Finlande    | 0  | 1      | 0      | 1     |
| 21    | Biélorussie | 0  | 0      | 1      | 1     |
| 21    | Danemark    | 0  | 0      | 1      | 1     |
| 21    | Lituanie    | 0  | 0      | 1      | 1     |
| 21    | Slovaquie   | 0  | 0      | 1      | 1     |
| Total | Total       | 40 | 40     | 40     | 120   |